# ヤン・ザモイスキ

イェリタ

ヤン・ザモイスキ（ポーランド語：Jan Zamoyski、1542年3月19日 - 1605年6月3日）は、ポーランド・リトアニア共和国のマグナート（大貴族）。
ザモシチ市（ユネスコ世界遺産）の建設者で、同市の第1代オルディナト（大領主）。1566年より宮廷秘書（pl:Sekretarz królewski）、1576年より王国法官（副首相）、1578年より王国大法官（首相）。1580年から1585年までクラクフ市の総代官、さらにベウス市、ミェンズィジェチ市、クシェシュフ市、クヌィシン市、デルプスク市の代官も務めた。ジグムント2世アウグスト王とステファン・バートリ王の最高政策顧問であり、彼らの後任であるジグムント3世ヴァーサ王の最も強力な反対者であった。ザモイスキは同時代で最も熟練した外交官かつ政治家であり、当時の共和国の政治における重鎮であった。
彼は国政の場においてはポーランド王国の名君ジグムント2世アウグスト王およびステファン・バートリ王の絶大なる信頼を得て、王国およびポーランド・リトアニア共和国の黄金時代を確立した、まさに大宰相であった。社会運動家としても精力的に活動、古代の共和政ローマを参考に立憲君主制の確立を目指し、主に中小シュラフタを集めて履行運動と呼ばれるシュラフタ民主主義の社会運動を主導した。また数々の武勲をたて、当代きっての名将としても欧州に名を馳せた。
立憲主義を表すものとして、17世紀に確立したイギリスの政体に関して頻繁に使われる「国王は君臨すれども統治せず」（Rex regnat et non gubernat）の言葉は、本来はこのヤン・ザモイスキの言葉であり、彼が16世紀に確立したポーランド・リトアニア共和国の立憲政体を表したものである。

## 生涯

### 前半生：王の支持者として
ヤン・ザモイスキは1542年3月19日に、スタニスワフ・ザモイスキとアンナ・ヘルブルトとの間にスコクフカで生まれた。13歳より国外留学し、イタリアのパドヴァ大学では法律を専攻し、法学博士号を取得。さらに、パドヴァではカルヴァン派プロテスタントからローマ・カトリックに改宗した。1565年に共和国へ戻った。
彼は学生時代から政治に深い関心があった。パドヴァ時代の1563年には「古代ローマの元老院について」（ De senatu Romano ）という小冊子を著している。その中で彼は共和政ローマの立憲主義的原則をポーランド・リトアニア共和国に応用することを求めている。1565年にポーランドに戻ると、彼はジグムント2世アウグスト王の秘書官となった。1567年には、有力貴族のスタジェホフスキ家が所有している土地は一部不法占有であるという判決に基づき、判決を不服として武力で抵抗しているスタジェホフスキ家に対して、当該地の没収執行のための特別タスクフォースを指揮している。
1572年にヤギェウォ朝が断絶し、国王選挙が行われることになったが、全シュラフタ（共和国貴族）の選挙権と多数決の原則を守るために彼は自身の政治的影響力を行使した。このとき彼は「選挙制度」（ Modus electionis ）という小冊子を自ら著し国内に配布している。彼はミコワイ・シェニツキとヒェロニム・オッソリンスキと友人関係にあったため、共和国における中小貴族（中小シュラフタ）の党派の重要な指導者の一人となった。この党派が求めていたのは共和国の制度改革であり、「履行運動」という社会運動を指導、黄金の自由の原則を中小シュラフタの主導する立憲政治および議会政治の形で守ることを目的とした。そのためザモイスキは「中小シュラフタの筆頭護民官」と呼ばれた。
1573年の国王選挙で、全てのシュラフタ（共和国貴族）が選挙権を持つという「権限委任の原則」を支持した。共和国に野望を抱くハプスブルク家の影響を未然に防止しようとする彼は、第一回投票ではヘンリク・ヴァレジに投票した。一方、中小シュラフタから成る彼の党派に対抗していたマグナート（大シュラフタたち）の党派は、ハプスブルク家の分家の人物を推していた。そのとき当選したヴァレジがのちにポーランドの宮廷からフランスへ逃亡したため急遽行われることになった1575年の国王選挙では、ハンガリー人のステファン・バートリを支持した。バートリもまたハプスブルク家に対抗していた人物である。バートリはハプスブルク家だけでなくオスマン帝国の影響力にも抗しており、ザモイスキはバートリの政治スタンスを支持、共に中央集権の強化を目指した。共和国のマグナートの一部が首謀して1576年に引き起こし翌年まで続いたグダンスクの反乱の鎮圧に際しては、バートリ王を強固に支持し、その立場はぶれることはなかった。1578年には36歳の若さで王冠領大法官（ポーランド王国首相）に任命され、1579年から1581年に行われた対モスクワ大公国戦争の準備において自ら保有していた400人の私兵を国家に提供した。ザモイスキは兵法にも深い造詣があり、常に最新の軍事技術に精通していた。彼はバートリ王の援助を得て、当時の王冠領大ヘトマン（王国大元帥）ミコワイ・ミェレツキの権限を一部移譲され、ミェレツキが遠方にいて不在のときはこれらの執行を任された。対モスクワ戦争では1580年にヴェリジ市を攻略、続いてヴェリーキエ・ルーキ要塞を包囲陥落させ、さらにザヴォロツ要塞を獲得した。1581年8月11日、ザモイスキは王冠領大ヘトマン（王国大元帥）に任命された。大ヘトマン職は前任の大ヘトマンが没したのちに任命されるのが原則であるが、ミェレツキは存命中で、ザモイスキの昇進は非常に例外的なケースとなった。

### 後半生：王の反対者として
1586年にステファン・バートリ王が没した。ザモイスキはジグムントの王位就任を助け、オーストリア大公マクシミリアン3世を担ぐ一部貴族たちの勢力と戦ってこれを退けた。マクシミリアン派はクラクフ市を攻撃したが、ザモイスキはこれを守りきり、さらに1588年にはビチナの戦いでマクシミリアン派を壊滅に追い込んだ。ザモイスキはマクシミリアン本人を追ってついにこれを逮捕、拘束し、ポーランド王位への野望を放棄することを約束させた上で釈放した。
しかし、ジグムント3世王が露骨に絶対王政を志向するようになると、ザモイスキは反対派に参加した。ジグムント3世王は自らが王位継承権第一位であったスウェーデンの王位戴冠を目指し、こともあろうにハプスブルク家との関係を急速に緊密化した。さらに国内ではザモイスキらの率いる改革派に常に対抗していた守旧派に近づいて行った。ジグムント3世はザモイスキの政治力を恐れた。しかし共和国の法律では大法官と大ヘトマンに対する罷免権は王には与えられていなかった。いっぽうザモイスキは、ジグムント3世王は共和国を狙う外国勢力の将棋の駒であり、無知な外国人に過ぎないと喝破していた。当時のローマ・カトリック教会と特にイエズス会は共和国における宗教的不寛容を広め、ジグムント3世はそれを支持していたが、反対にザモイスキは宗教的寛容の伝統の維持を訴えた。ザモイスキは、オスマン帝国などといった現実の脅威が迫っているなか、スウェーデンの王位をめぐる争いなどという無駄なことに共和国を巻き込むべきではないと警告した。ザモイスキの政治は、当時のヨーロッパに絶対主義が広まるなか、この流れに対抗していた共和国の合議制の立場を形づくっていた。王と大法官との間の確執は1592年の王国国会（セイム）で顕在化した。ジグムントがハプスブルク家に対しポーランド王位をハプスブルク家に譲るかわりにハプスブルク家がジグムントのスウェーデン王戴冠を支持するという密約を交わしていることを、ザモイスキが突き止めたのだ。ザモイスキはこのジグムントを退位に追い込むことに失敗したが、いっぽうで対トルコ政策上非常に重要な意味を持つモルダヴィア・マグナート戦争における全権を獲得した。
ザモイスキはモルダヴィアを共和国とオスマン帝国との間の緩衝地帯にし、より持続的な平和を確保しようと計画していた。1594年にはモルダヴィア南部国境地帯へのタタール人の侵入を食い止めることに失敗したが、翌年にはツェツォラの戦いでザモイスキ率いる約7,000の遠征隊は、オスマン帝国とクリミア・ハーン国の連合軍25,000に圧勝、公のイェレミア・モヴィリャをモルダヴィア大公に就かせている。1600年には、前年にモルダヴィアに侵入しこれを占領していたワラキア公かつトランシルヴァニア大公のミハイ勇敢公と交戦、ブコヴァの戦いにてこれを討ち、イェレミアを再度モルダヴィア大公位に就かせている。ザモイスキはイェレミアの弟シモン・モヴィリャをワラキア公にも就かせている。ザモイスキはこのようにしてドナウ川中流域での共和国の影響力を拡大した。
1600年から1601年にかけてザモイスキは対スウェーデン戦争に参加、リヴォニアにおいて共和国軍を指揮した。ザモイスキの率いる方面軍はそれまでに侵入していたスウェーデンが拠点としていた場所を次々と奪還、1601年12月19日にはヴォルマール要塞、1602年5月16日にはフェリーン要塞、同年9月30日にはヴァイセンシュタイン要塞を陥落させた。この精力的な一連の軍事行動は、いっぽうでザモイスキの健康を損ねた。彼は現場の司令官としての任務を退いた。
1605年6月3日、共和国とスウェーデン王国との激闘が続く中、脳梗塞で急逝した。